# ブラッドフォード・パーク・アベニューAFC
ブラッドフォード・パーク・アベニュー・アソシエーション・フットボール・クラブ（Bradford Park Avenue Association Football Club）はイングランド・ウェスト・ヨークシャー・ブラッドフォードを本拠地とするサッカークラブチームである。2012-2013シーズンはカンファレンス・ノース（6部相当）に所属。

## 歴史
1863年にブラッドフォード・アソシエーション・フットボール・クラブ（Bradford Association Football Club）として創設された。ただし創設当初はラグビーチームとして活動していた。1907年からサッカークラブチームとして一本化され、1907-1908シーズンのサウザンフットボールリーグに参加する。翌1908-1909シーズンにはリーグの再編のためディヴィジョン2に参加。1913-1914シーズンにリーグ2位となりクラブ初のトップリーグ昇格を果たしている。第一次世界大戦が終結しリーグが再開され2シーズン後の1920-1921シーズンに22位でディヴィジョン2に降格すると、続く1921-1922シーズンも連続して降格を経験。その後現在に至るまでトップリーグへの復帰は果たせていない。1974年から1988年まで活動を休止していたが、1988-1989シーズンに、地域リーグのセントラル・ミッドランズ・フットボールリーグ（11部相当）で活動を再開し、その後も着実に昇格を重ね、2007-2008シーズンはノーザンプレミアリーグ・ディヴィジョン1・ノース(8部相当)で優勝を飾り、ノーザンプレミアリーグ・プレミアディヴィジョン（7部相当）への2シーズン振りの復帰を果たした。

## タイトル

### 国内タイトル
- フットボールリーグ・サードディヴィジョン・ノース:1回

1927-1928
- ノースウェスト・カウンティーズリーグ:1回

1994-1995
- ノーザンプレミアリーグ・ディヴィジョン1・ノース:2回

2000-2001,2007-2008

### 国際タイトル
- なし

## 監督
- ヴィク・バッキンガム 1951-1953

## 歴代所属選手
- ヴィンス・ヘイズ 1910-1912
- ロン・グリーンウッド 1945-1949
- ジョー・フェイガン 1953
- パディ・ケニー 1997-1998
- ルッツ・ファンネンシュティール 2001-2002,2002-2003
- ケミー・アグスティーン 2019